# Dolf van de Vegte
Dolf van de Vegte (Apeldoorn, 17 mei 1952 – aldaar, 1 februari 2019) was een Nederlands mediaproducent en omroepdirecteur. Vanaf 10 december 2005 was hij directeur en presentator van de christelijke familiezender Family7. Daarvoor werkte hij als buitenproducent voor de Evangelische Omroep. Daarnaast was hij bestuurslid van de stichting Centrum voor Vertellen, voorheen Vrienden van De Rooie Draad.

## Biografie
Van de Vegte werd geboren in een christelijk gezin: zijn beide ouders waren lid van het Leger des Heils. Hij kwam op jeugdige leeftijd in een muziekkorps van het Leger waar hij kornet speelde. Via contacten die hij hier opdeed rolde hij in de wereld van de gospelmuziek, startte een management- en boekingsbureau, en begeleidde veel bands over de hele wereld. Via zijn vrouw Ans werd hij Nederlands Hervormd en vervolgens evangelisch.

### Beroepscarrière
Van de Vegte begon in mei 1983 als Ontvanger der Domeinen/Hoofd Centraal Domeinkantoor bij het ministerie van Financiën. Maar hij kreeg naar eigen zeggen geen echte voldoening uit zijn werk voor de Domeinen. Dus hij bleef zoeken naar een meer voor hem geschikte baan. Uiteindelijk kwam Van de Vegte op het idee om voor de EO te gaan werken als 'buitenproducent'.
In 1992 richtte hij Christoffer Productions op en begon in 1993 als buitenproducent voor de EO te werken waar hij programma's produceerde als 50 Kamers (soms met uitzicht), Prinsen en Prinsessen, Van Henegouwen VPP, Noch dood noch leven, Als het leven pijn doet en Mir@kel. Kinderen hadden bij Mir@kel de mogelijkheid tot interactie door te bellen, te e-mailen en te chatten wat destijds (2000 tot 2004) een unieke formule was volgens zendercoördinator Cathy Spierenburg.

### Family7
Naar eigen zeggen stelde Van de Vegte vast dat gospelmuziek op Radio 3FM verdwenen was en hij vermoedde dat de EO in de toekomst op tv ook minder speelruimte zou krijgen. Hij ging onderzoeken of een omroep naast de EO haalbaar zou kunnen zijn. Terwijl hij met zijn productiebedrijf geld verdiende bij de EO, experimenteerde hij tijdens nachtelijke uren met E-TV op de lokale omroep in zijn woonplaats, RTV Apeldoorn, bij RTV Utrecht en Stichting Lokale Omroep Kerken in Veenendaal. In 1996 vroeg zijn productiebedrijf een tv-licentie aan en in maart 1997 verleende het Commissariaat voor de Media E-TV een tv-licentie maar bleven nieuwe opdrachten om diverse redenen uit en leken zijn plannen voor een nieuwe omroep te zijn mislukt. Tussen 1998 en 2004 konden evenwel diverse schulden worden afgelost door middel van de verkoop van programma's en de verkoop van het kantoorpand in het centrum van Apeldoorn. Via de pinksterconferentie van Stichting Opwekking werden vervolgens handtekeningen verzameld en verkregen Van de Vegte en zijn medewerkers toegang tot de kabel. Via omwegen en diverse tegenslagen kwam Van de Vegte uiteindelijk uit bij het concept van Family7, een familiezender met een christelijk karakter en 'zonder onnodig geweld, grof taalgebruik en seksuele uitspattingen'. Het bedrijf werd gevestigd in zijn geboorteplaats Apeldoorn. Een van de langstlopende series was met 238 afleveringen de serie Eindtijd & Profetie. In tweegesprek tussen Van de Vegte en Jan van Barneveld werd deze Bijbelbeschouwingen tussen 2005 en 2017 uitgezonden. In 2018 verhuisde Family7 naar een groter en moderner gebouw op een bedrijventerrein in Apeldoorn-Zuid.

## Persoonlijk
Van de Vegte was getrouwd en had drie kinderen en acht kleinkinderen.
In juni 2018 maakte hij bekend dat hij ernstig ziek was. Er werd bij hem uitgezaaide darmkanker ontdekt. In september dat jaar werd er ook alvleesklierkanker bij hem ontdekt. Van de Vegte overleed op 1 februari 2019 aan de gevolgen van deze ziekte. 's Avonds zond Family7 in de 800e aflevering van Uitgelicht! een in memoriam uit.